# HK Trnava
HK Trnava – słowacki klub hokejowy z siedzibą w Trnawie.

## Dotychczasowe nazwy
- Spartak
- Klub ľadových športov Spartak Trnava
- Korčuliarsky klub
- HK Trnava
- HK Gladiators Trnava

## Sukcesy
- Brązowy medal 1. ligi: 1999, 2000, 2008, 2009, 2014